# Bér
Bér is een plaats (község) en gemeente in het Hongaarse comitaat Nógrád. Bér telt 453 inwoners (2001) en ligt op ca. 85 km noordoostelijk van Boedapest in de laagvlakte die grenst aan het Mátragebergte. Bér ligt aan een doodlopende weg die begint in het 5 km verderop gelegen plaatsje Szirák. Het gehele gebied ten noorden van Bér is beschermd natuurgebied, en daarom niet doorsneden met wegen.
Een wit 14de-eeuws kerkje op een heuvel domineert het plaatsje, dat een 60- tot 70-tal oude boerenhuizen kent, gebouwd in de 19de en begin 20ste eeuw. In de heuvel zijn anderhalve eeuw geleden wijnkelders gebouwd. Het dorpje heeft een geologische bijzonderheid die uniek schijnt te zijn in de wereld: boven de heuvel ongeveer 2 km achter de kerk zijn de restanten te zien van een vulkaanuitbarsting, een lavagolf die een zeskantige vorm heeft door de stolling van de lavastromen. Bér heeft verder een hotel annex manege (Andezitfogado) en een piepklein lokaal museum, niet groter dan een woonkamer. Er zijn weinig voorzieningen in het dorp: een kindercrèche en een winkeltje dat enkel in de vroege ochtenduren open is.

## Bijzonderheden
- Er is een rechtstreekse busverbinding van Bér met Boedapest.
- De Nederlandse schrijver Noud Bles heeft tot 2020 een huis in Bér in zijn bezit gehad.